# François Richomme
François Richomme (Regne de França, segona meitat del segle XVI - ?, després del 1620) fou un violinista. A la mort de Pierre Roussel el succeí en el càrrec de roi des violons, cap de la banda de violins del rei, càrrec que desenvolupà durant el temps d'Enric IV i de Lluís XIII. El 1620 feu processar a quatre músics de cambra perquè es negaven a seguir la cort en els seus viatges i exercien el seu art sense permís del director de la banda de música i en actes aliens als organitzats per ell. Per sentència del tribunal se'ls hi prohibí que en el successiu toquessin en concerts o actes particulars, obligant-los, a més, a seguir la cort on fos que anés aquesta. Aquest intent d'independència fracassà llavors, però mig segle més tard donà els seus fruits, i el 1695, segons frase de Fétis, «abdicava l'últim dels sobirans del violí, Guillaume Michel Dumanoir».